# محمد پورکاشانی
محمد پورکاشانی (۱۳۰۶–۱۳۵۳ شمسی) فرزند اسدالله از معروف‌ترین تجار دوره پهلوی دوم و برادر حاج علینقی کاشانی، مؤسس مرکز اسلامی هامبورگ. وی یکی از اعضای دائمی هیئت‌رئیسه اتاق بازرگانی، صنایع، معادن و کشاورزی تهران بود.

## زندگی
پورکاشانی در سال ۱۳۰۶ در کاشان به دنیا آمد و در اوایل کودکی به همراه خانواده به تهران مهاجرت کرد. حاج محمد آقا به همراه برادر خود حاج علینقی کاشانی در شرکت تضامنی «حاج میرزا علینقی و محمد برادران کاشانی» به مدت ۵۰ سال فعالیت‌های تجارتی و تولیدی انجام می‌دادند و به‌خاطر کارهای عام‌المنفعه خود در زمان جنگ جهانی دوم در شمار معتمدین بنام بازار تهران به‌شمار می‌رفتند.

## فعالیت تجاری
وی مدت‌ها در هیئت‌رئیسه اتاق بازرگانی تهران در حوزه تجارت مشغول به فعالیت بود.
شرکت تضامنی کاشانی فعالیت‌های تجارتی گسترده‌ای در زمینه واردات ماشین‌آلات صنعتی از کشورهای اروپایی انجام می‌داد. وی به همراه برادرش شرکت کارخانه نساجی پارس را تأسیس کرد. این کارخانه با همکاری سایر تجار سرشناس کشور در سمنان ایجاد شد و در سال ۱۳۷۹ به‌عنوان یکی از آثار ملی ایران به ثبت رسید.
محمد کاشانی با روی آوردن به کشاورزی در اطراف کرج، شهرک ویلایی زیبادشت کرج را ایجاد نمود.
در اواخر عمر بنیاد خیریه پورکاشانی را تأسیس کرد تا بخشی از اموالش صرف امور خیریه گردد.
حاج محمد پورکاشانی در آرامستان وادی السلام در شهر قم مدفون است.